# Скелетон на Зимским олимпијским играма 2018.
Такмичења у скелетону на Зимским олимпијским играма 2018. у Пјонгчангу одржала су се између 15. и 17. фебруара 2018. на леденој стази санкашконг центра Алпензија. Медаље су се додељивале у мушкој и женској конкуренцији. Било је ово седмо појављивање скелетона на ЗОИ.

## Сатница
Распоред и сатница такмичења:
| Датум       | Време       | Дисциплина                                  |
| ----------- | ----------- | ------------------------------------------- |
| 15. фебруар | 10:00-12:25 | Мушкарци појединачно, прва и друга вожња    |
| 16. фебруар | 9:30-11:55  | Мушкарци појединачно, трећа и четврта вожња |
| 16. фебруар | 9:30-11:55  | Жене појединачно, прва и друга вожња        |
| 17. фебруар | 20:20-22:25 | Жене појединачно, трећа и четврта вожња     |

Напомена: комплетна сатница је по локалном времену (УТЦ+9)

## Учесници и систем квалификација
На олимпијском турниру у скелетону учествује укупно 50 такмичара, 30 у мушкој и 20 у женској категорији. Систем квалификација заснива се на пласману на светским ранг листама закључно са 14. јануаром 2018.
Двадесет четири државе такмичиће се у скелетону, а седам држава: Белгија, Гана, Јамајка, Кина, Нигерија, Украјина и Холандија, први пут учествују у овом спорту на ЗОИ.
- Аустралија (2)
- Аустрија (2)
- Белгија (1)
- Гана (1)
- Израел (1)
- Италија (1)
- Јамајка (1)
- Јапан (3)
- Јужна Кореја (3)
- Канада (6)
- Кина (1)
- Летонија (3)
- Немачка (6)
- Нигерија (1)
- Нови Зеланд (1)
- Норвешка (1)
- Румунија (2)
- Олимпијски спортисти из Русије (2)
- Сједињене Америчке Државе (4)
- Уједињено Краљевство (4)
- Украјина (1)
- Холандија (1)
- Швајцарска (1)
- Шпанија (1)

## Освајачи медаља
| Дисциплине                  |                                     | Резултат |                         | Резултат |                                        | Резултат |
|                             |                                     |          |                         |          |                                        |          |
| Мушкарци појединачно детаљи | Јун Сун-Бин · Јужна Кореја          | 3.20.55  | Никита Трегубов ОСР     | 3.22.18  | Доминик Парсонс · Уједињено Краљевство | 3.22.20  |
|                             |                                     |          |                         |          |                                        |          |
| Жене појединачно детаљи     | Лизи Јарнолд · Уједињено Краљевство | 3:27.28  | Жаклин Лелинг · Немачка | 3:27.73  | Лора Дис · Уједињено Краљевство        | 3:27.90  |
|                             |                                     |          |                         |          |                                        |          |

## Биланс медаља
| Поз. | Земља                          |   |   |   | Укупно |
|      |                                |   |   |   |        |
| 1.   | Уједињено Краљевство           | 1 | 0 | 2 | 3      |
| 2.   | Јужна Кореја                   | 1 | 0 | 0 | 1      |
| 3.   | Немачка                        | 0 | 1 | 0 | 1      |
| 3.   | Олимпијски спортисти из Русије | 0 | 1 | 0 | 1      |
|      | Укупно (4)                     | 2 | 2 | 2 | 6      |